# Marc Lawrence
Marc Lawrence (17. februar 1910 – 28. november 2005) var en amerikansk filmskuespiller. han var nok bedst kendt for sine mini-roller i James Bond-filmene Diamanter varer evigt og The Man with the Golden Gun.